# David Drew Zingg
David Drew Zingg (Montclair, 14 de dezembro de 1923 — São Paulo, 28 de julho de 2000) foi um fotógrafo e jornalista norte-americano. Em 1964 passou a morar no Brasil — a princípio no Rio de Janeiro e depois em São Paulo, tornando-se uma importante figura na vida cultural de ambas as cidades.
Nascido em Montclair, New Jersey, estudou na Universidade de Columbia, na cidade de Nova Iorque, onde anos mais tarde daria aulas de jornalismo. Trabalhou na redação da NBC e foi voluntário para a Força Aérea Americana, na Segunda Guerra Mundial. Estabeleceu-se na Inglaterra e, mais tarde, após abandonar os combates, tornou-se correspondente de guerra na França e na Alemanha, para a Rádio do Serviço Militar.
Em Nova York, foi também editor, escritor e repórter para as revistas Look e Life. Nesse período tornou-se um fotógrafo-escritor freelancer. Baseado em Nova York, viajou pelo mundo e contribuiu com textos e fotografias para uma longa lista de publicações que inclui, além de Look e Life, Esquire, Show, Town and Country, CG, Sports Illustrated, Vogue, Interview, El Paseante, Zoom, Modern Photography, Popular Photography, New York Times, London Sunday Telegraph e The Observer.
Zingg também acompanhou diversas celebridades, como John Kennedy, Winston Churchill, Che Guevara, Marcel Duchamp, Lawrence Durrell, Louis Armstrong, Duke Ellington, Bobby Short e Ella Fitzgerald. Muitos deles se tornaram seus amigos.
Em 1959, o fotógrafo desembarcou no Rio de Janeiro, como membro da equipe do veleiro Ondine, na corrida oceânica Buenos Aires-Rio, evento de que ele também fazia a cobertura para Life e Sports Illustrated.
Encantado com o país, Zingg começou a viver uma versão freelancer da ponte aérea de longa distância, entre Nova York e o Brasil. As coberturas que fez sobre acontecimentos nacionais, incluindo a construção de Brasília, apareceram em várias publicações americanas e britânicas. Esteve presente na noite de abertura do Show de Bossa Nova, apresentando Tom Jobim e Vinicius de Moraes no Clube Bon Gourmet, no Rio, e contribuiu para a organização do memorável concerto de bossa nova no Carnegie Hall, em Nova York, 1962.
Em dezembro de 1964, Zingg foi ao Rio a fim de fazer um ensaio fotográfico para a revista Look. Devido às chuvas, ficou três meses na cidade, hospedado no Copacabana Palace Hotel, e, após esse período, foi  morar na casa do arquiteto carioca Sérgio Bernardes. Com o passar do tempo, acabou decidindo-se a viver no Rio e começou a trabalhar para a revista Manchete, além de fotografar vários filmes do Cinema Novo. Por essa época, Roberto Civita convidou-o para tornar-se parte do time que estava produzindo uma revista mensal inovadora: Realidade. Em 1978, o Zingg se transfere do Rio de Janeiro para São Paulo.
Durante seu período no Brasil, fotografou para um grande número de publicações do país, dentre as quais se incluem - além de Realidade e Manchete - Playboy, VIP, Veja, Claudia, Elle, Quatro Rodas, Status, IstoÉ, Fotoptica, Iris, Ícaro e Macmania, uma revista dedicada aos fãs de computadores Macintosh, dos quais Zingg também era um notório entusiasta. Em comercial de TV para a Macmania (depois chamada Mac+), ele dizia: "O Mac é o meu amigo; se eu fosse gay, ele seria meu namorado." Também colaborou com os jornais Folha de S. Paulo, O Estado de S. Paulo, Jornal da Tarde, Jornal do Brasil, O Globo, Zero Hora e Notícias Populares.
Zingg também participou da banda Joelho de Porco, ganhadora do prêmio de melhor letra do Festival dos Festivais da TV Globo, em (1985), por "A Última Voz do Brasil".
De 1987 a 2000 escreveu a Coluna Tio Dave para a Folha de S.Paulo.
David Drew Zingg morreu dia 28 de julho de 2000, em São Paulo, Brasil, por falência de múltiplos órgãos, após complicações resultantes de uma cirurgia na próstata.
Foi casado com Elizabeth Foulk, entre 1950 e 1968. O casal teve três filhos - Peter (1951), Christopher (1955) and Drew (1957).